# Mysteriet Ragnarök
Mysteriet Ragnarök (norska: Gåten Ragnarok) är en norsk action- och äventyrsfilm regisserad av Mikkel B. Sandemose efter ett manus av John Kåre Raake med Pål Sverre Hagen, Nicolai Cleve Broch, Bjørn Sundquist och Sofia Helin i huvudrollerna.

## Handling
Arkeologen Sigurd upptäcker att Osebergskeppet döljer en hemlighet från vikingatiden. Med sina två barn och sin kollega Allan samt svenskan Elisabeth beger han sig till den norsk-ryska gränstrakten där de tror att runorna de läst syftar på en gömd skatt.

## Rollista
- Pål Sverre Hagen — Sigurd Svendsen
- Nicolai Cleve Broch — Allan
- Bjørn Sundquist — Leif
- Sofia Helin — Elisabeth
- Maria Annette Tanderø Berglyd — Ragnhild
- Julian Podolski — Brage
- Vera Rudi — Åsa
- Stefan Cronwall — Viking
- Marika Enstad — sponsorkvinnan
- Jens Hultén — Vikingakungen
- Rina Kelly — Maren
- Tor Aksel Mathisen — sponsormannen
- Terje Strømdahl — Henriksen
- Bjørn Sundquist — Leif
- Kyrre Haugen Sydness — sponsorchef

## Utmärkelser
Filmen vann publikpriserna Folkets Amanda och Filmwebs Kanonpris under Amandaprisen 2014 respektive Kanonpriset 2013. Dessutom vann den Amandapriset för bästa visuella effekter och Kanonpriset för bästa ljuddesign.